# Sorgente di Elighes Uttiosos
La Sorgente di Elighes Uttiosos è situata nel Montiferru in Sardegna, nel comune di Santu Lussurgiu, nella provincia di Oristano.

## Descrizione
Situata a 950 metri di quota, l'acqua fresca di questa sorgente sgorga da una roccia passando attraverso le radici dei lecci secolari, il nome significa infatti "lecci gocciolanti". Il corso d'acqua che da questa sorgente ha origine attraversa il tavolato basaltico per una lunghezza di circa 13 km e sfocia nell'insenatura di Santa Caterina di Pittinuri.